# Березовец (Покровский район)
Березовец — деревня в Покровском районе Орловской области России.
Входит в состав Дросковского сельского поселения.

## География
Деревня находится юго-восточнее деревни Вепринец Верхнежёрновского сельского поселения. Просёлочная дорога на западе соединяет Березовец с автомобильной трассой Р-119, за которой расположена деревня Беречка.
В деревне имеется одна улица — Берёзовая.

## Население
| 2010 |
| ---- |
| 62   |